# Stadtlauringen

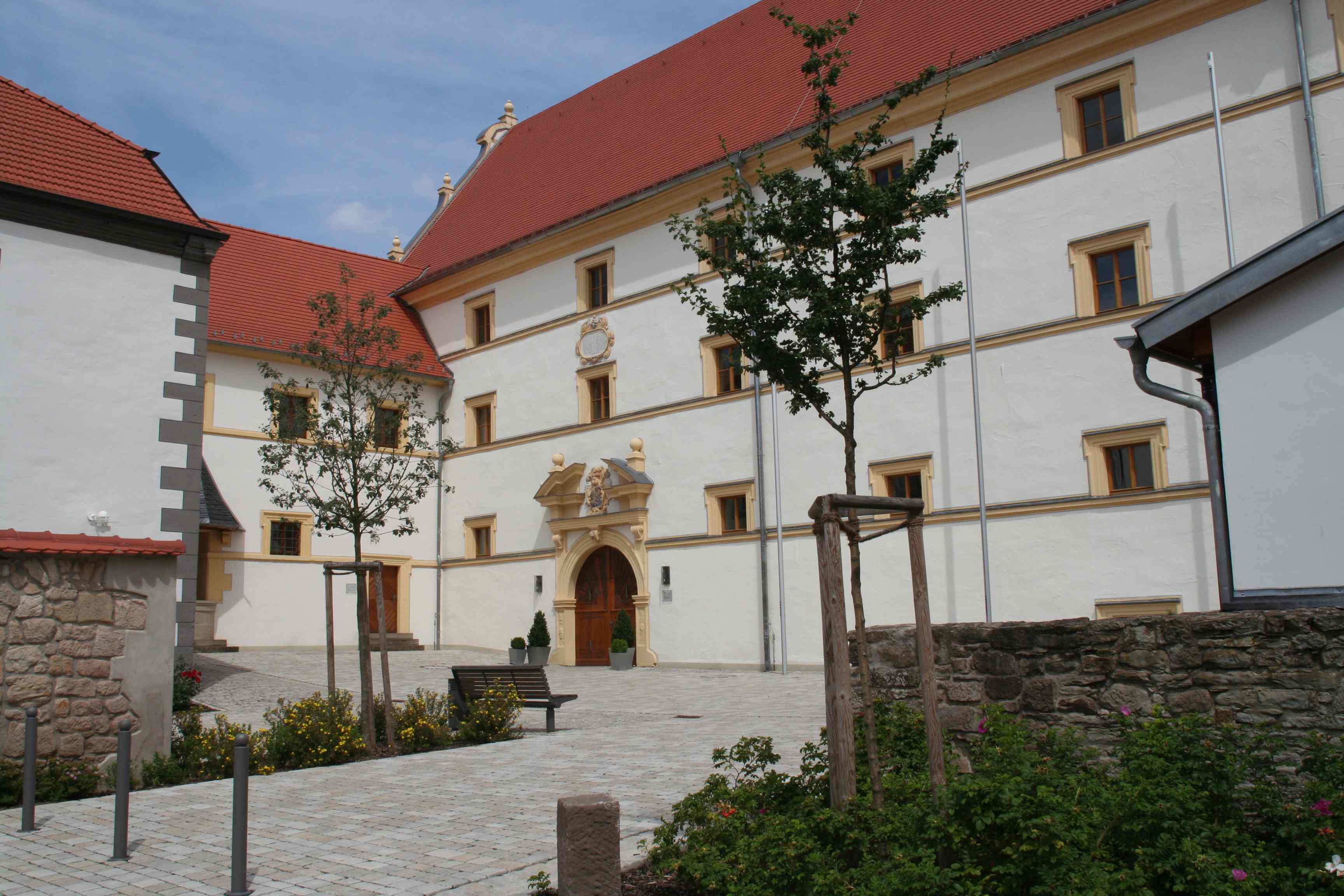
Stadtlauringen

Stadtlauringen este o comună-târg din districtul  Schweinfurt, regiunea administrativă Franconia Inferioară, landul Bavaria, Germania.